# Nataša Dorčić
Nataša Dorčić (Rijeka, 9. lipnja 1968.) je hrvatska kazališna, televizijska i filmska glumica.

## Životopis

### Karijera
Akademiju dramske umjetnosti završila je 1998. u Zagrebu. Nakon druge godine studija, pridružila se Hrvatskom narodnom kazalištu u Zagrebu gdje je bila angažirana tijekom 1994. godine. 1996. prelazi u ZKM no i dalje usko surađuje s Hrvatskim narodnim kazalištem, Teatrom ITD i drugim kazalištima, te radi i na televiziji i filmu. 

### Nagrade
- 1994. Rektorova nagrada (Sveučilište u Zagrebu) za ulogu u drami Braća Karamazov.
- 1996. Zlatna arena (Pula Film Festival) za ulogu u filmu Prepoznavanje, režija: Snježana Tribuson
- 2003. Marul (Marulićevi dani) za uloge Vjere u predstavi Zorica Radaković: Susjeda, r. Ivica Boban, ZKM i Eme u predstavi Vladimir Stojsavljević: Norveške šume, r. Robert Waltl, Teatar ITD.
- 2003. Najhistrionka (GD Histrion)za najbolju glumicu sezone.
- 2003. Nagrada hrvatskog glumišta (Nagrada hrvatskog glumišta) za ulogu Viole u predstavi William Shakespeare/Vladimir Gerić: Na tri krala ili kak oćete, r. Vladimir Gerić, GD Histrion.
- 2004. Zlatni smijeh (Dani satire) za ulogu Viole u predstavi William Shakespeare/Vladimir Gerić: Na tri krala ili kak očete, r. Vladimir Gerić, GD Histrion.
- 2007. Zlatna arena (Pula Film Festival) za ulogu u filmu Moram spavat', anđele, režija: Dejan Aćimović.
- 2008. Nagrada za najbolju glumicu (Mojkovačke filmske jeseni) Crna Gora, za ulogu u filmu Moram spavat', anđele
- 2013. Marul (Marulićevi dani) za ulogu Melite u predstavi Leda (Miroslav Krleža), r. Anica Tomić, ZKM&Kraljevsko pozorište Zetski dom, Cetinje
- 2018. Nagrada za najbolju glumicu (Leskovački internacionalni festival filmske režije Liffe) Srbija, za ulogu u filmu

Lada Kamenski r.Sara Hribar i Marko Šantić
- 2019. Nagrada za najbolju glumicu (South East European Film Festival Berlin) za ulogu u filmu Lada Kamenski
- 2019. Nagrada za najbolju glumicu (South East European Film Festival a Paris) za ulogu u filmu Lada Kamenski

### Privatni život
Bila je u braku s glumcem Svenom Medvešekom, s kojim ima sinove Tomu i Tit Emanuela i kćer Rozu.

## Filmografija

### Filmske uloge
- "Mirta uči statistiku" kao Mirta (1991.)
- "Vozačka dozvola" (1992.)
- "Brod" (1992.)
- "Dok nitko ne gleda" (1992.)
- "Rastreseno gledanje kroz prozor" (1993.)
- "Svaki put kad se rastajemo" kao službenica (1994.)
- "Mrtva točka" kao Nataša (1995.)
- "Gornja granica" (1995.)
- "Prepoznavanje" kao Ana (1996.)
- "Rusko meso" kao Renata (1997.)
- "Mondo Bobo" kao novinarka (1997.)
- "Novogodišnja pljačka" kao prodavačica nakita (1997.)
- "Ko živ ko mrtav" kao Sunčana (2005.)
- "Moram spavat', anđele" kao majka (2007.)
- "Libertango" kao Brigitte (2009.)
- "Neka ostane među nama" kao Latica (2010.)
- "The Show Must Go On" kao Helena Dogan (2010.)
- "Ti mene nosiš" kao Nataša (2015.)
- "Lada Kamenski" kao Glumica 1 (2018.)
- "Nosila je rubac črleni" kao kuma Anka (2023.)
- "Camino" kao Mirna (2023.)

### Televizijske uloge
- "Dirigenti i mužikaši" kao Ivka Bahat (1990.)
- "Da sam ja netko" kao Nataša (2015.)
- "Nemoj nikome reći" kao Nevenka Zečić (2015.)
- "Majstori" kao Olivera (2022.)

### Sinkronizacija
- "Pobuna na farmi" kao Grace/Greta (2004.)
- "Dama i Skitnica" kao Dama (2006.)
- "Croods" kao Ugga (2013.)
- "Croods 2: Novo doba" kao Ugga (2020.)
- "Mali Malabar" razne uloge (2021.)

## Vanjske poveznice
- Nataša Dorčić na Imdb.com
- Stranica na ZKM.hr